# Aspergillus gymnosardae
Aspergillus gymnosardae är en svampart som beskrevs av Yukawa 1911. Aspergillus gymnosardae ingår i släktet Aspergillus och familjen Trichocomaceae.   Inga underarter finns listade i Catalogue of Life.